# Революция далеков
«Револю́ция да́леков» (англ. Revolution of the Daleks) — специальный новогодний эпизод британского телесериала «Доктор Кто», премьера которого состоялась 1 января 2021 года на канале BBC One. Сценарий серии написал главный сценарист телесериала Крис Чибнелл, режиссёром выступил Ли Хейвен Джонс. Серия стала третьим специальным новогодним выпуском после «Конца времени» (2010) и «Решения» (2019).
Джоди Уиттакер вновь исполнила роль Тринадцатого Доктора, Брэдли Уолш сыграл Грэма О’Брайена, Тосин Коул  — Райана Синклера, и Мандип Гилл — Ясмин Хан. В этой серии Уолш и Коул покинули сериал. Также Джон Барроумэн сыграл роль Джека Харкнесса, вернувшись в предыдущем сезоне в серии «Беглец джудунов» (2020).

## Сюжет
В 2019 году, вскоре после уничтожения разведчика-далека, его повреждённый корпус решено было перевезти в хранилище, но он был перехвачен в пути. Используя части далека, бизнесмен Джек Робертсон проспонсировал защитный дрон в виде далека для подавления протестов и предоставил несколько из них политику Джо Паттерсон для применения в её избирательном округе.
Десять месяцев проходит с того времени, как Грэм, Райан и Яс вернулись на Землю. Грэм и Райан заходят в замаскированную под дом ТАРДИС, в которой они вернулись, где встречают Яс, которая пытается установить местонахождение Доктора. Грэм показывает видео демонстрации защитного дрона, и они без успеха стараются поговорить с Робертсоном о дронах.
Паттерсон, которая, как ожидается, станет премьер-министром, просит Робертсона нарастить производство дронов, чтобы их можно было применять по всей стране. Учёный Лео Ругацци обнаруживает органические останки внутри корпуса далека и клонирует клетки, вырастив в итоге живое существо. Лео показывает существо Робертсону, но тот приказывает уничтожить создание. Перед тем как Лео успевает сжечь его, оно сбегает и овладевает телом и разумом Лео. Он под контролем далека отправляется в Осаку (Япония) на завод по клонированию далеков.
Доктор была заключена на далёком астероиде уже несколько десятилетий. Она встречает Джека Харкнесса, который узнал о её аресте и совершил преступления, чтобы попасть к ней. Он использует темпорально-замораживающий проёмоактивирующий пузырь, чтобы отвести их к манипулятору временной воронки, которую Джек спрятал, и они переносятся в ТАРДИС Доктора. Доктор воссоединятся со своими спутниками и узнаёт о дронах-далеках на Земле. Джек и Яс отправляются на расследование в Японию, а Доктор, Грэм и Райан — к Робертсону. Они все вновь встречаются в Японии, где далек раскрывает планы захватить Землю. При помощи ультрафиолетовых лучей клоны далеков транспортируются в защитные дроны и начинают уничтожать людей, убивая в том числе Паттерсон.
Доктор выпускает сигнал разведчиков, который достигает карательного отряда далеков. Отряд уничтожает далеков-разведчиков, поскольку не считают их чистыми далеками из-за примеси человеческого ДНК. Робертсон решает заключить альянс с далеками и рассказывает, что на самом деле их призвала Доктор. Джек, Грэм и Райан проникают на корабль далеков, чтобы заложить взрывчатку. Доктор обманывает далеков и завлекает их в другую ТАРДИС, запрограммированную схлопнуться и отправиться в Пустоту. Робертсон пытается оправдаться, говоря, что он намеренно был приманкой, и использует встречу с далеками для восстановления своей репутации.
Джек уходит на встречу с Гвен Купер, а Доктор готовится вновь отправиться в путешествие со спутниками. Однако Райан заявляет о решении остаться на Земле, и Грэм выбирает остаться со своим внуком. Они расстаются с Доктором, которая оставляет им психобумагу. Доктор и Яс остаются вдвоём, а Райан и Грэм решают применить психобумагу для расследования странных феноменов на Земле. Но сперва Грэм помогает Райану научиться ездить на велосипеде, как до встречи с Доктором, и им видится Грейс О’Брайен.

### Культурные отсылки
Доктор называет уда и сикоракса как Бонни и Клайдом.
Во время заключения Доктор читает себе на ночь книгу «Гарри Поттер и философский камень».

## Производство

### Разработка
«Революция далеков» написана главным сценаристом и исполнительным продюсером сериала Крисом Чибнеллом.
Название эпизода было объявлено после титров предыдущей серии «Вечные дети» 1 марта 2020 года. В серии вернулись далеки, которые в последний раз были в серии «Решение». В апреле 2020 года Чибнелл подтвердил, что постпроизводство проходило удалённо во время пандемии COVID-19.

### Актёрский состав
Брэдли Уолш, Тосин Коул и Мандип Гилл вновь исполнили роли Грэма О’Брайена, Райана Синклера и Ясмин Хан соответственно. 23 ноября 2020 года Джон Барроумэн подтвердил участие в серии в роли Джека Харкнесса. В ноябре 2020 года журнал SFX сообщил о возвращении Криса Нота в роли Джека Робертсона, участии Гарриет Уолтер и покидании сериала Уолшем и Коулом в данной серии.

### Съёмки

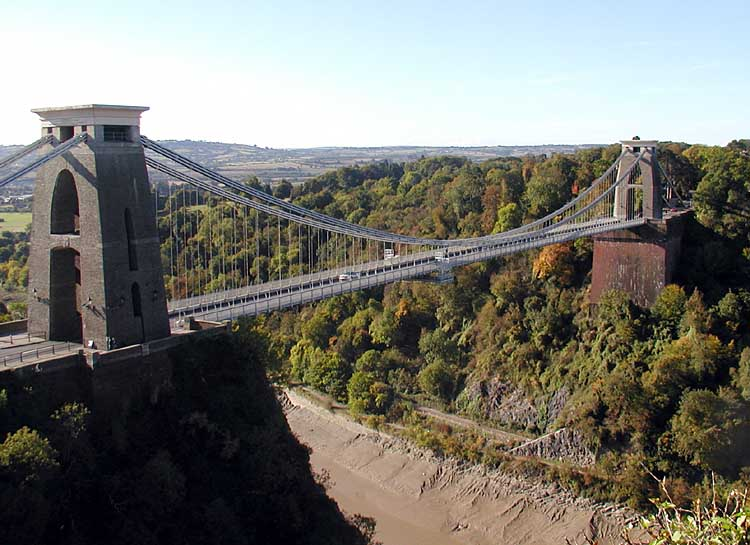
Съёмки серии проходили на Клифтонском мосту в 2019 году.

Режиссёром выступил Ли Хейвен Джонс, уже прежде снявший серии 12-го сезона «Спайфолл. Часть 2» и «Сирота-55». В качестве места действия сцены использовался Клифтонский мост в Бристоле. Съёмки на мосту прошли в октябре 2019 года, когда он был закрыт, как предполагалось, на ремонт. Фотографии и видео с далеками на мосту были слиты прохожими во время перерыва в съёмках.

## Показ и критика
| Агрегированные оценки            | Агрегированные оценки |
| Источник                         | Рейтинг               |
| -------------------------------- | --------------------- |
| Rotten Tomatoes (Tomatometer)    | 71 %                  |
| Rotten Tomatoes (средняя оценка) | 7,0/10                |
| Оценки критиков                  |                       |
| Источник                         | Рейтинг               |
| Evening Standard                 | [ 15 ]                |
| IGN                              | [ 16 ]                |
| Radio Times                      | [ 17 ]                |
| SFX                              | [ 18 ]                |
| The A.V. Club                    | B-                    |
| The Independent                  | [ 20 ]                |
| The Telegraph                    | [ 21 ]                |

### Показ
«Революция далеков» впервые вышла на канале BBC One в Великобритании 1 января 2021 года. В тот же день серия вышла в США на канале BBC America и состоялась премьера на русском языке на стриминговом сервисе «КиноПоиск HD». В Австралии серия вышла 2 января на каналах ABC TV и ABC iview.

### Рейтинги
В вечер премьеры серию просмотрело 4,69 миллионов зрителей, сделав спецвыпуск третьим по просмотрам программу дня в Великобритании и первую на канале BBC One. Официальный рейтинг по всем британским каналам составил 6,25 миллионов зрителей. Согласно Broadcasters' Audience Research Board, серию на разных платформах посмотрело 6,35 миллионов зрителей. Серия стала второй программой дня и десятой за неделю. Несмотря на то что это лучший результат за год, это худший рейтинг среди спецвыпусков на данный момент. Индекс оценки серии составил 79 из 100.
Премьеру серии на BBC America посмотрело 652 тысячи зрителей.

### Критика
На сайте-агрегаторе критики Rotten Tomatoes 71 % критиков из 14 дали спецвыпуску положительную оценку, и средний рейтинг составил 7,0 из 10. Консенсус критиков следующий: «Несмотря на весёлые моменты и приятные воссоединения, в серии „Революция далеков“ нет такого эмоционального груза, чтобы вытащить её социальные высказывания и два прощания».

## Выпуск на DVD и Blu-ray
Спецвыпуск «Революция далеков» вышел отдельно на DVD и Blu-ray в Регионе 2/B 25 января 2021 года и в Регионе 4/B 21 марта 2021 года.

## Саундтрек
Двенадцать композиций из спецвыпуска, написанных Сегуном Акинолой, были выпущены на цифровых музыкальных платформах 2 января 2021 года компанией Silva Screen Records.

### Список треков
| №   | Название                        | Длительность |
| --- | ------------------------------- | ------------ |
| 1.  | «367 Minutes»                   | 1:58         |
| 2.  | «A Cuppa»                       | 1:15         |
| 3.  | «Something Revolutionary»       | 6:48         |
| 4.  | «Breakout Ball»                 | 6:54         |
| 5.  | «The Clone»                     | 6:28         |
| 6.  | «The Production Line»           | 8:48         |
| 7.  | «Stability and Security»        | 3:48         |
| 8.  | «Thank You for Being My Friend» | 3:52         |
| 9.  | «Activate»                      | 5:51         |
| 10. | «The Death Squad»               | 5:59         |
| 11. | «Bad Boys»                      | 8:10         |
| 12. | «Bye Fam»                       | 7:19         |

## Комментарии
1. ↑  Как показано в серии «Решение» (2019).
2. ↑  Как показано в серии «Вечные дети» (2020).
3. ↑  Вместе с Доктором в тюрьме находятся плачущий ангел, уд, сикоракс, птинг и приспешник тишины.